# Hendrik Harmensz Boterenbrood
Hendrik Harmensz. Boterenbrood (ca. 1645 – 1700) was een Amsterdamse boekdrukker, uitgever, letterzetter en boekverkoper in de periode van 1669 tot 1700.

## Leven en werk
Hendrik Harmensz. Boterenbrood werd rond 1645 geboren in Amsterdam als zoon van Harmen Harmensz. en een onbekende moeder. Op vierentwintigjarige leeftijd trouwde hij met Machteld van Daelen (1625-1680), weduwe van de boekdrukker Thijmen Dircksz. Houthaeck. Ze zouden samen zes kinderen krijgen. Hij werd begraven in de Nieuwe Kerk op 7 mei 1700.
Harmensz. tekende zijn werk als ‘Hendrick Harmensz’. De drukker was werkzaam aan de Langestraat bij de Brouwersgracht tot hij in 1693 een boeken- en kaartenwinkel begon aan het Water, recht tegenover de Nieuwe Brug. Deze onderneming, genaamd ‘in de Delftse Bijbel’, beheerde hij samen met de collega-drukker Jacob Robijn. Op 6 januari 1693 verschenen de twee voor de notaris Amelis van Paddenburg om een contract op te stellen dat gold tot 1700 en de nodige afspraken bevatte voor een goede samenwerking. Zo zou Harmensz. in het pand inwonen en Robijn hiervoor een tegemoetkoming van 200 gulden ontvangen, en mochten de twee compagnons niet zonder overleg voor hun eigen bedrijf drukken. Tot zijn overige zakelijke connecties behoren Abel Sijmonsz. van der Storck (1632-1679) en Hendrick Doncker.
Hoewel hij pas in 1675 toetrad tot het boekverkopersgilde, had Harmensz. hiervoor al naam gemaakt als almanakuitgever. Hij spitste zich toe op het drukken van meerjarige en eeuwigdurende almanakken, welk genre eerder was geïntroduceerd door boekverkoper en cartograaf Willem Jansz. Blaeu. Harmensz.’ nagelaten boedel, geregistreerd op 14 februari 1707, bevatte ‘Vijff en twintigh boecken almenacken van Nierop’, ‘Een riem almenacken van Nierop’ en ‘15 Nieropper almenacken, ingenaijt’, oftewel 1106 ongebonden, gedrukte almanakvellen en vijftien gebonden almanakken. Met het oog op de klandizie was Harmensz.’ latere locatie ‘aan het Water’, zoals het tegenwoordige Damrak bekendstond, extra gunstig, aangezien dit genre veelal werd ingebonden samen met zeevaartkundige werken.

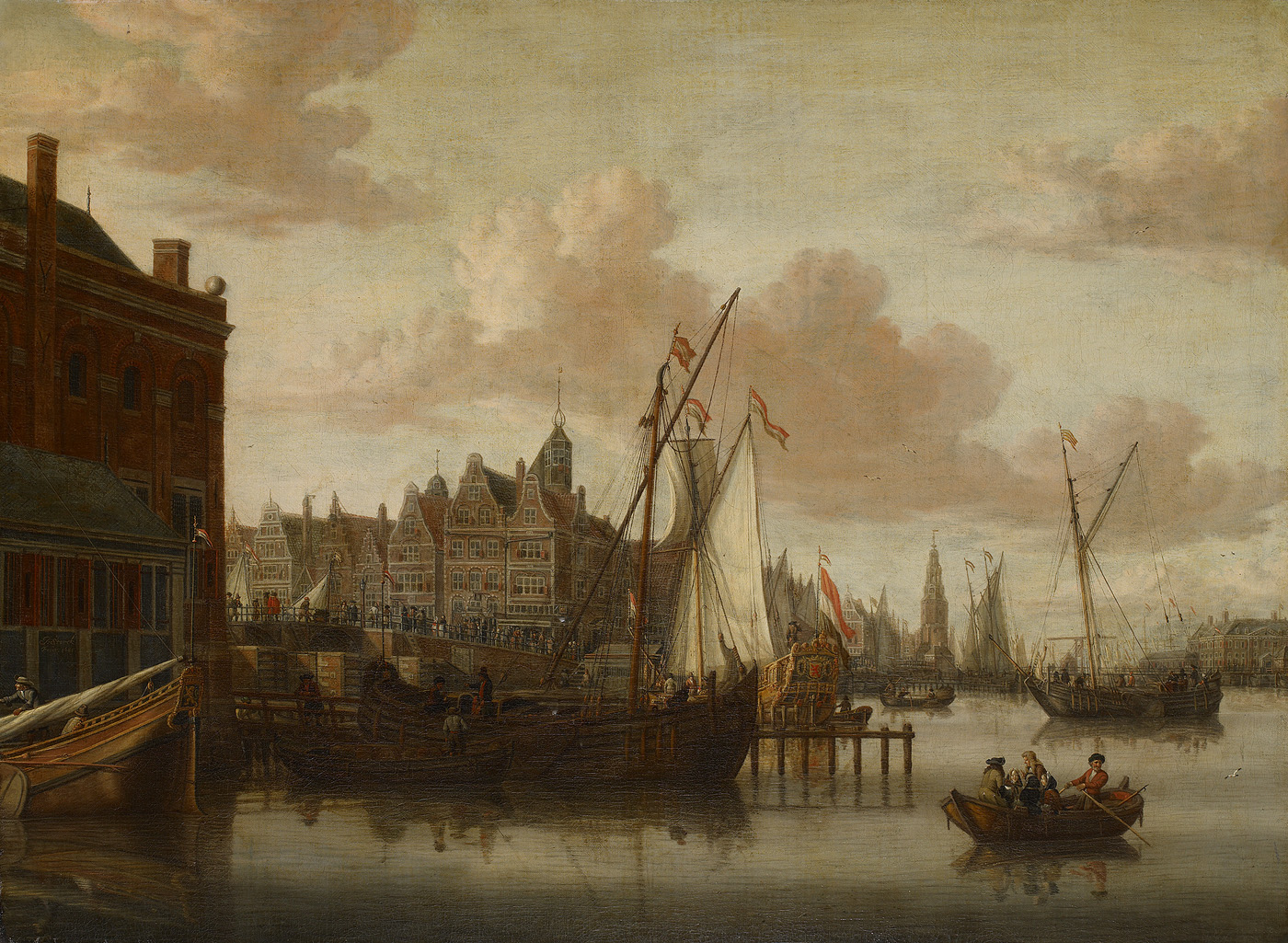
De Nieuwe Brug op een schilderij van Jacobus Storck (1685).

## Uitgegeven werken
Enige werken van de hand van Harmensz.:
- Michel de Montaigne, Alle De Werken Van De Heer Michel De Montaigne: Bestaende in Zijn Proeven: In De Welken Hy Van Alle Voorvallende Zaken Verstandiglijck Redeneert (Amsterdam, 1680).[9]
- Joannes Aysma, Spiegel Der Sibyllen, Van Vierderley Vertooningen: Uyt Dewelke, Wegens De Daar in Schijnende Straalen Van Het Klaare Goddelijke Licht, Een Heerlijke Weer-Schijn Des Throons Der Majesteyt in De Hemelen, En Een Helder-Blinkende Glans Der Zaligmakende Waarheyt, Op Verscheyde Wyse, Voor Allerley Aanschouwers, Over Den Gantschen Aardbodem, Krachtiglijk Schittert (Amsterdam, 1685).[10]
- Laetste Extracte Ende Ordonnantie, Van Het Groote Ende Kleyne Binnen-Landts-Vaarders-Gildt (Amsterdam, 1693).[11]
- Dirck Rembrandtsz. van Nierop, Almanach Na Den Nieuwen Stijl, Van Eenige Achter-Een-Volgende Jaaren : Gecalculeert Op Den Meridiaen Der Stadt Amsterdam, Hier Voor Is By-Gevoeght Een Eeuwighdurende Almanach, Om Door Tafelen De Bewegelycke Feest-Dagen Te Vinden. Van Nieuws Verbetert En Vermeerdert, En De Tafelen Van De Lenghte Der Dagen En Nachten Op Seventien Verscheyden Aert-Kloot S-Breette (Amsterdam, 1695).[12]
- Nieuwe Naerdere En Op Nieuws Gecorrigeerde Lyste Van De Gemeene Middelen, Die Door Ordre Van De Staten Generaal Der Vereenigde Nederlantsche Provincien Geheven Zijn, Op Alle Ingekomende of Uytgaende (Zo Wel Hier Als in D'orizont) Waren En Koopmanschappen, Soo Te Water Als Te Lande : Nevens Het Veylgelt Van Dien (Amsterdam, 1697).[13]